# Alex Essoe
Alex Essoe es una actriz, productora y guionista canadiense que ha aparecido principalmente en películas de terror. Essoe tuvo su primer papel protagónico en la película estadounidense de 2014 Starry Eyes. Interpretó al personaje principal en la película de terror de 2017 Midnighters. En 2019 personificó a Wendy Torrance en el largometraje Doctor Sueño, secuela de la película El resplandor de 1980.

## Carrera
Essoe nació en Arabia Saudita, y cuando tenía doce años se mudó a Toronto (Canadá) con su familia. Su madre era una actriz de teatro, hecho que tuvo mucha influencia sobre la decisión de Essoe de convertirse en actriz. Tras dedicarse algunos años al modelaje, se inscribió en escuelas de actuación en Vancouver y Los Ángeles. Antes de actuar en Starry Eyes, la actriz registró una pequeña aparición en la serie de televisión Reaper y en varios cortometrajes.
En 2020, interpretó a Charlotte Wingrave en la serie de Netflix, La Maldición de Bly Manor, dirigida por Mike Flanagan. También fue anunciada como una de las actrices de Midnight Mass, la próxima serie de Flanagan.

## Filmografía

### Cine y televisión
| 2023 | El exorcista del papa                        | Julia              | Notas                           |
| ---- | -------------------------------------------- | ------------------ | ------------------------------- |
| 2022 | El club de la medianoche                     | Poppy Corn         |                                 |
| 2020 | La Maldición de Bly Manor                    | Charlotte Wingrave |                                 |
| 2019 | Doctor Sueño                                 | Wendy Torrance     |                                 |
| 2019 | States                                       | Grace Genet        |                                 |
| 2019 | Homewrecker                                  | Michelle           | También productora y guionista  |
| 2019 | The Drone                                    | Rachel             |                                 |
| 2018 | The Maestro                                  | Cyd Charisse       |                                 |
| 2018 | Your Filthy Heart                            | Jenny              | Cortometraje                    |
| 2018 | Persephone: Pictures at the End of the World | Harper             |                                 |
| 2018 | Red Island                                   | Amy                |                                 |
| 2017 | Sisters                                      | Lisa Young         |                                 |
| 2017 | The Super                                    | Sra. Daigle        |                                 |
| 2017 | The Blessed Ones                             | Iris               |                                 |
| 2017 | Midnighters                                  | Lindsey            |                                 |
| 2016 | Fashionista                                  | April              |                                 |
| 2016 | The Neighbour                                | Rosie              |                                 |
| 2016 | The Home                                     | Mary               | Cortometraje                    |
| 2015 | Dark Intentions                              | Susan              |                                 |
| 2015 | Tales of Halloween                           | Lynn               | Segmento: "Grim Grinning Ghost" |
| 2014 | Across Time I Cry                            | Mujer en la sala   | Cortometraje                    |
| 2014 | Starry Eyes                                  | Sarah              |                                 |
| 2013 | CUUSHE: Lost My Way                          | Paciente           |                                 |
| 2013 | House of Lies                                | Modelo             | 1 episodio                      |
| 2012 | Dancing with Shadows                         | Amber              |                                 |
| 2011 | Boy Toy                                      | Sofia              |                                 |
| 2011 | Ecstasy                                      | Helena             |                                 |
| 2010 | Passion Play                                 | Audrey             |                                 |
| 2009 | Crash                                        | Alyssa             | 1 episodio                      |
| 2008 | Reaper                                       | Joven novia        | 1 episodio                      |